# لاندا² کوره
لاندا² کوره یک ستاره است که در صورت فلکی کوره قرار دارد.